# Бабкаускас, Бронюс Адомович
Бронюс Адомович Бабкаускас (лит. Bronius Babkauskas; 9 апреля 1921, Пилвишкяй, ныне Вилкавишкского района, в Мариямпольском уезде Литвы — 21 октября 1975, Паневежис) — литовский советский артист театра и кино, народный артист Литовской ССР (1965).

## Биография
В 1935—1938 годах служил в акционерном обществе «Гер Ма По» (Каунас). В 1940 году окончил Каунасскую актёрскую студию у выдающегося литовского режиссёра Юозаса Мильтиниса, в том же году Бабкаускас вступил в труппу организованного Мильтинисом театра в городе Паневежисе. Снимался на Литовской и других киностудиях СССР.
Актёр драматического театра в городе Паневежисе.
Донатас Банионис так рассказывал о судьбе коллеги по театру: «Нашей звездой был Бабкаускас, замечательный артист. Его судьба сложилась трагически: на рыбалке он сломал позвоночник и после этого начал всё забывать, не мог найти дорогу домой. Ему делалось всё хуже и хуже, в итоге он повесился…».

## Творчество

### Роли в театре
Актёр многогранных актёрских возможностей. Психологические роли в пьесах Ибсена и Гауптмана уживались в репертуаре Бабкаускаса с бытовой характерностью героев Розова и Шолохова, с комедийными персонажами Бомарше и Лабиша.

## Избранная фильмография
- 1953 — Над Неманом рассвет — ксёндз
- 1956 — Игнотас вернулся домой — комиссар
- 1959 — Адам хочет быть человеком — Тип, темный делец
- 1960 — Живые герои — бандит-«лесовик»
- 1961 — Канонада — Дримба
- 1962 — Чужие — Вилькишус
- 1963 — Хроника одного дня — Римша, старый коммунист
- 1964 — Письма к живым — предатель
- 1964 — Девочка и эхо — отец
- 1965 — Никто не хотел умирать — Марцинкус, крестьянин
- 1966 — Я все помню, Ричард — Якумс, полковник
- 1966 — Восточный коридор — Франц Сергеевич
- 1967 — Кто умрёт сегодня — немецкий лётчик
- 1968 — Когда я был маленьким — провинциал
- 1968 — Безумие — Вилли
- 1968 — Чувства — Вайткявичюс, милиционер
- 1969 — Да будет жизнь!
- 1969 — Сыновья уходят в бой — провокатор
- 1970 — Берег ветров — барон фон Ренненкампф
- 1970 — Мужское лето — Абарюс, врач
- 1970 — Судьба резидента — Филипп Кутюрье, директор-распорядитель научного симпозиума
- 1970 — Вся правда о Колумбе — Падрильо, капитан полиции
- 1971 — Последний рейс «Альбатроса» — Удет, генерал
- 1971 — Жизнь и смерть дворянина Чертопханова — Пантелей Еремеич Чертопханов
- 1972 — Это сладкое слово — свобода! — Мигель Каррера, сенатор
- 1973 — Горя бояться — счастья не видать — генерал и хозяин балагана
- 1974 — Время её сыновей — Пётр Гуляев
- 1974 — Пламя — Лявон
- 1974 — Чёртова невеста
- 1974 — Авария — адвокат (озвучивал Георгий Куликов)
- 1975 — Ключи от рая — Арвид Витолс
- 1975 — Момент истины (В августе 44-го…) — генерал Егоров (фильм не закончен)

## Признание и награды
- Медаль «За трудовое отличие» (1954)[2].
- Заслуженный артист Литовской ССР (1954).
- Народный артист Литовской ССР (1965).
- Премия за лучшую мужскую роль в фильме «Чужие» на кинофестивале Прибалтийских республик и Белоруссии 1962 года.